# 정홍훈
정홍훈(영문 이름: 니오 크리스토퍼 정, Neo Christopher Chung)은 한국계 미국인 컴퓨터 과학자로서 기계 학습과 인공지능에 대한 연구를 하는 교수이다.
2005년, 정홍훈은 듀크대학교에 입학하였다. 그는 2009년에 듀크 프랫 공과대학에서 생물의학공학 학사를 받고, 트리니티 대학에서 시각적 연구 부전공 학위를 받았다.
석사 졸업 후 이후 2009년-2014년 동안 프린스턴 대학교에서 양적 및 계산 생물학 대학원 프로그램 (Graduate Program in Quantitative and Computational Biology) 석박사통합과정을 이수하였다. 박사 학위 논문 제목은 "고차원 생물학적 데이터의 체계적 변동을 주도하는 변수의 통계적 추론 (Statistical Inference of Variables Driving Systematic Variation in High-Dimensional Biological Data)"으로 존 스토리 (John D. Storey) 지도교수 밑에서 받았다. 
2013-2014년 동안 프린스턴 대학교 공공국제정책대학원에서 건강 및 건강 정책 대학원 자격증 (Graduate Certificate in Health and Health Policy)을 수료하였다. 졸업뒤 통계와 기계학습과 건강 정책을 통합하는 연구를 미국 국립보건원의 글로벌 헬스 펠로우십을 통하여 잠비아의 수도 루사카에서 진행하였다.
2018-2022년 동안 UCLA (캘리포니아 대학교 로스앤젤레스)에서 방문교수와 연구원으로 지냈으며, 현재 바르샤바대학교의 정보학 연구소에서 컴퓨터과학 조교수로 재직 중이다. 기계 학습과 인공지능에 방법론적 개발을 중심으로 의료 이미지 및 게놈 데이터 분석에 대한 연구와 수업을 가르친다. 설명가능인공지능 (XAI)에 대한 연구를 폴란드 국립 과학 센터와 호라이즌 유럽의 CHIST-ERA에서 지원받는다.